# رنبی (مینستا)
رنبی (به انگلیسی: Ronneby) یک منطقهٔ مسکونی در ایالات متحده آمریکا است که در شهرستان بنتون، مینه‌سوتا واقع شده‌است. رنبی ۲٫۵ کیلومتر مربع مساحت و ۶۷ نفر جمعیت دارد و ۳۴۰ متر بالاتر از سطح دریا واقع شده‌است.